# おしょろ丸 (5代)
おしょろ丸（おしょろまる）は、北海道大学が保有する練習船。本項目では、2014年に就航した5代目を取り扱う。

## 概要
おしょろ丸 (4代)の代船として三井造船玉野事業所で建造され、2014年に就航した。
極域を航行可能な耐氷構造、静粛性を考慮した電気推進システム、熟考された防振・防音設計などの要素により高性能な調査船を実現したことが評価され、日本船舶海洋工学会のシップ・オブ・ザ・イヤー2014漁船・作業船部門賞を受賞している。

## 設計
本船は実船における研究調査・実習による水産科学関連分野の人材育成、国内外の大学・研究機関との共同研究利用、東日本大震災で壊滅的被害を受けた被災地の水産業の復興支援を目的とした漁業練習船として建造された。前船と同様に高い運動性・耐航性を有するほか、環境負荷低減、調査能力・実習効率の改善、居住性の向上などが図られた。特に船体振動、水中放射雑音の低減について配慮した設計とされており、船体構造への制振材取り付け、発電機の防振支持、低騒音型の補機・艤装類の採用など各所で対策が行われている。
船体は推進性能と耐航性の確保のため低重心化されており、構造は北方海域の航海を想定してIC級耐氷構造に準拠している。船首はバルバスバウ、船尾はバルブ型船型が採用されており、ソナードームの音響調査機器への影響を抑えるよう船首・船尾はキャビテーションを抑制する形状とされた。動揺抑制のため、大型ビルジキール、アンチローリングタンク、格納式フィンスタビライザーを装備する。
推進システムには電気推進を採用しており、主発電機により発電を行い、推進電動機から減速機を通じて可変ピッチプロペラを駆動する。主発電機はヤンマー製（1300kW）を3基搭載する。メンテナンス性に配慮して航行中に点検が行えるよう、3台搭載、2台運転の構成となっている。推進電動機は西芝電機製の三相誘導電動機を2基搭載する。2速切替式（1000/300kW）で調査観測時の低速航行に対応するほか、1軸船ながら推進電動機は2基搭載とすることで、故障時の冗長性を確保している。プロペラはかもめプロペラ製の可変ピッチ4翼ハイスキュープロペラで、キャビテーション、振動の発生を低減した設計となっている。調査観測時の多様な操船モードに対応するためジョイスティック操船システムを採用、機関部は機関機器室機関制御盤（ECRC）統合制御システム（TCS）を装備しており、ECRCおよび操舵室機関制御盤（BCC）から推進電動機・可変ピッチプロペラの遠隔制御、各種ポンプの発停、各部状態の監視が可能である。
延縄・流網実習を効率的に行うため、前船と同様に船首作業甲板を設けウェル甲板船型を採用した。船体後部は船尾作業甲板となっており、作業性向上のため左舷側を観測舷として観測用機器を集中、ファンネルは右舷側に寄せて配置されている。船尾にはトロール用の油圧起倒式スリップウェイを設けており、Aフレームクレーンを装備する。船内に7種類11区画の研究・実験関連区画が配置可能であるほか、甲板上に用途によって交換可能なコンテナ型研究室を搭載する。

## 画像

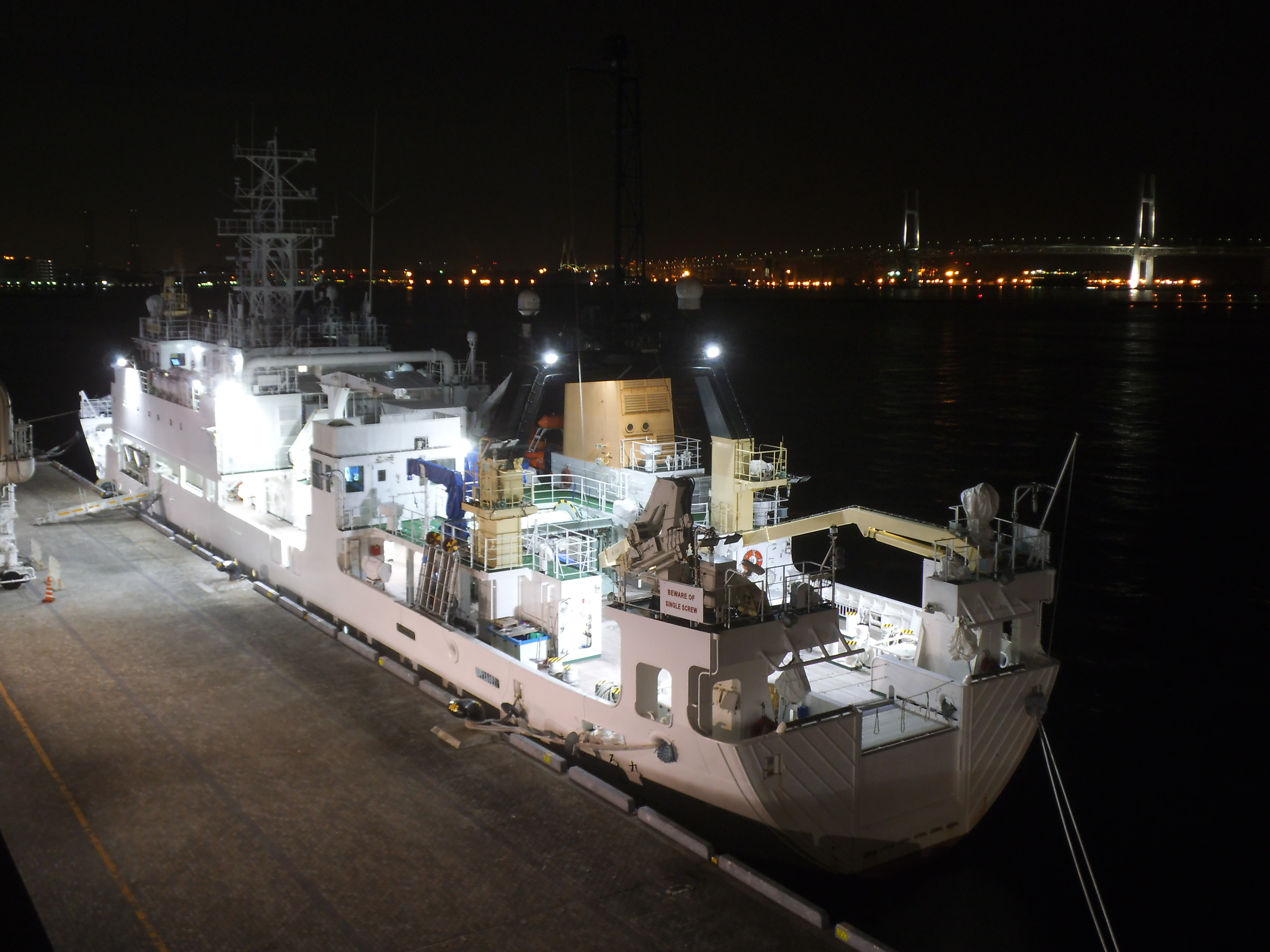
後ろ姿